# NBH-1
Le NBH-1 (ou Smartest Robot) est un robot humanoïde sud-coréen développé par l'Institut coréen des sciences et de la technologie (KIST, Korea Institute of Science and Technology).

## Description
Outre le fait qu'il maîtrise la marche bipédique, il lui est aussi possible de reconnaître les visages et les voix des personnes. De plus, il sait détecter les mouvements des objets.
| Caractéristiques techniques | Caractéristiques techniques |
| --------------------------- | --------------------------- |
| Taille                      | 150 cm                      |
| Poids                       | 67 kg                       |
| Vitesse                     | 0,9 km/h                    |